# Angus Morrison (Politiker)

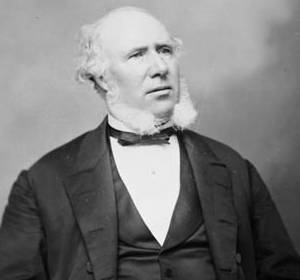
Angus Morrison

Angus Morrison Q.C. (* 20. Januar 1822 in Edinburgh; † 10. Juni 1882 in Toronto) war ein kanadischer Richter, Politiker und 21. Bürgermeister von Toronto.
Der aus Schottland stammende Morrison wanderte 1830 mit seinem Vater nach Oberkanada aus und zog später nach York, dem heutigen Toronto. Er schloss sich dem Rechtsbüro seines Bruders Joseph Curran Morrison an. Er war ab 1839 dort angestellt, erhielt 1845 seine anwaltliche Zulassung und machte sich in der Stadt selbständig. Er wurde 1853 zum Stadtrat gewählt und ein Jahr später zur Legislativversammlung der Provinz Kanada. 1864 wurde er in einer Nachwahl der Repräsentant von Niagara-on-the-Lake und vertrat es bis 1867. Morrison war von Januar 1876 bis Januar 1879 Bürgermeister von Toronto und gründete während seiner Amtszeit die Eisenbahngesellschaft Credit Valley Railway und holte sich in direkten Verhandlungen mit Ottawa das Einverständnis, Messen am Exhibition Place abzuhalten.